# Thomas Vejlgaard
Thomas Vejlgaard (* 18. September 1972) ist ein ehemaliger dänischer Fußballschiedsrichter und derzeitiger Unternehmensberater.

## Karriere
Vejlgaard war ab 1988 als Schiedsrichter aktiv. Er wurde am 25. August 2002 erstmals in der Superligaen als Schiedsrichter eingesetzt, als er am 5. Spieltag der Saison 2002/03 das Spiel zwischen AB Kopenhagen und dem Aarhus GF pfiff. Insgesamt leitete er 118 Spiele der ersten dänischen Liga, das letzte am 29. November 2010 zwischen AC Horsens und Aalborg BK.
Am 2. September 2006 pfiff Vejlgaard sein erstes von 54 internationalen Spielen, als er in der Qualifikation zur EM-Endrunde 2008 das Spiel zwischen Malta und Bosnien-Herzegowina leitete. 
Im März 2011 trat Vejlgaard im Alter von 38 Jahren als Schiedsrichter zurück, um seine Karriere als Unternehmensberater weiterzuverfolgen. Seit Mai 2013 ist er im Vertriebsbereich von Alfa Laval tätig.